# Le Marteau sans maître (Boulez)
Pour L’œuvre de René Char, voir Le Marteau sans maître.
Le Marteau sans maître pour voix et six instruments est une œuvre de Pierre Boulez datant de 1954, d'après des poèmes tirés du Marteau sans maître de René Char. L'œuvre a été créée à Baden-Baden le 18 juin 1955, lors du 29e festival de la Société internationale pour la musique contemporaine, par des membres de l'Orchestre symphonique de la SWR de Baden-Baden placés sous la direction de Hans Rosbaud. La soliste était Sybilla Plate.

## Effectif
Voix d'alto, et six instrumentistes : flûte en sol, percussions, vibraphone, xylorimba, guitare, alto.

## Mouvements
I    Avant « L'Artisanat furieux »

II   Commentaire I de « bourreaux de solitude »

III  « L'Artisanat furieux »

IV   Commentaire II de « Bourreaux de solitude » 

V    « Bel édifice et les pressentiments » – version première

VI   « Bourreaux de solitude »

VII  Après « L'Artisanat furieux »

VIII Commentaire III de « Bourreaux de solitude »

IX « Bel édifice et les pressentiments » – double

## Cycle de l'Artisanat furieux
3 parties (1):
a) Avant L'Artisanat furieux. (flûte en sol + vibraphone + guitare + alto). 95 mesures. Tempo: rapide, noire à 168. 
b) L'Artisanat furieux. (Flûte en sol + voix d'alto). 48 mesures. Tempo: modéré sans rigueur, noire à 84.
Texte (2): 
La roulotte rouge au bord du clou           
Et cadavre dans le panier           
Et chevaux de labours dans le fer à cheval           
Je rêve la tête sur la pointe de mon couteau le Pérou
c) Après L'Artisanat furieux. (flûte en sol + vibraphone + guitare). 48 mesures. Tempo: rapide, noire à 168.

## Discographie
- Marie Thérèse Cahn (mezzo-soprano). Les Concerts du Domaine Musical, dir. Pierre Boulez, couplé avec la Sonate N° 3 pour piano. LP Vega 1956. Grand prix du disque Académie Charles Cros 1957.
- Jeanne Deroubaix (mezzo-soprano), l'Orchestre du Domaine musical, Les Percussions de Strasbourg, dir. Pierre Boulez, couplé avec la Sonatine de Pierre Boulez et 7 Haïkaï de Olivier Messiaen. LP Adès 1964 report CD 2000.
- Elizabeth Laurence (mezzo-soprano), l'Ensemble intercontemporain dir. Pierre Boulez, couplé avec Notations pour piano et Structure pour 2 pianos, Livre II. CD CBS 1989 report Sony 2002.
- Hilary Summers (mezzo-soprano), l'Ensemble intercontemporain dir. Pierre Boulez, couplé avec Dérive I et Dérive II. CD DG 2005 report 2013.